# Johan Simonsen
Johan Simonsen (født 19. februar 1917 i Tjørnuvík, død 10. oktober 1980) var en færøsk fisker og politiker (TF). Han var bestyrelsesmedlem for Klaksvík Sygehus og Føroya Fiskimannafelag i flere år. Simonsen var valg til Lagtinget for Norðoyar 1954–1966, og mødte fast for Finnbogi Ísakson fra 1975 til 1978.